# Nemo plus iuris transferre potest quam ipse habet
Nemo plus iuris transferre potest quam ipse habet (mitunter auch in der Formulierung „nemo plus iuris ad alium transferre potest quam ipse habet“ oder „nemo dat quod non habet“) ist ein in den Digesten enthaltener Grundsatz des römischen Rechts: Niemand kann mehr Recht übertragen, als er selbst innehat. Bis heute hat er seine Gültigkeit behalten.
Im römischen Recht wurde die Regel im Interesse eines reibungsloseren rechtsgeschäftlichen Verkehrs durch die Ersitzung (usucapio) eingeschränkt. Anwendungsfälle waren die Heilung von Formmängeln bei der traditio und beim Erwerb vom Nichtberechtigten.
Der Grundsatz spielt beispielsweise im Zivilrecht eine Rolle und besagt, dass allein der Inhaber eines Rechts (etwa Eigentum) über dieses auch wirksam verfügen kann (Eigentumsübertragung). Allerdings sieht auch das deutsche Recht aus Gründen des Vertrauensschutzes Ausnahmen beim gutgläubigen Erwerb vom Nichtberechtigten vor. Diese Bestimmungen erlauben dem Erwerber unter bestimmten Voraussetzungen, Eigentum vom Nichteigentümer zu erlangen.
Mangels eines Rechtsscheinträgers ist dies bei Forderungsabtretungen hingegen grundsätzlich nicht möglich. In seltenen Fällen, in denen doch ein Rechtsscheinträger besteht, kann ein gutgläubiger Forderungserwerb aber möglich sein (etwa bei einer Schuldurkunde, § 405 BGB, oder einem Erbschein, § 2366 BGB).
Der Grundsatz wird auch dann relevant, wenn Vertrags- oder Mitgliedsstaaten Kompetenzen auf supranationale/internationale Organisationen übertragen.